# Azèye
Azèye (auch: Azai, Azzèye) ist eine Landgemeinde im Departement Abalak in Niger.

## Geographie
Azèye liegt in der Sahelzone. Die Nachbargemeinden sind Akoubounou und Abalak im Nordwesten, Tamaya im Norden, Bermo im Nordosten, Babankatami im Südosten, Tabotaki im Südwesten und Ibohamane im Westen. Bei den Siedlungen im Gemeindegebiet handelt es sich um 79 Dörfer, 46 Weiler, 6 Lager und 3 Wasserstellen. Der Hauptort der Landgemeinde ist das Dorf Azèye. Es liegt auf einer Höhe von 509 m.

## Geschichte
Die Landgemeinde Azèye entstand als Verwaltungseinheit 2002 bei einer landesweiten Verwaltungsreform in einem zuvor gemeindefreien Gebiet.

## Bevölkerung
Bei der Volkszählung 2012 hatte die Landgemeinde 60.145 Einwohner, die in 9735 Haushalten lebten. Bei der Volkszählung 2001 betrug die Einwohnerzahl 24.129 in 4633 Haushalten.
Im Hauptort lebten bei der Volkszählung 2012 950 Einwohner in 162 Haushalten, bei der Volkszählung 2001 120 in 23 Haushalten und bei der Volkszählung 1988 228 in 48 Haushalten.

## Politik
Der Gemeinderat (conseil municipal) hat 17 gewählte Mitglieder. Mit den Kommunalwahlen 2020 sind die Sitze im Gemeinderat wie folgt verteilt: 14 PNDS-Tarayya, 2 MNSD-Nassara und 1 MPR-Jamhuriya.
Jeweils ein traditioneller Ortsvorsteher (chef traditionnel) steht an der Spitze von 45 Dörfern in der Gemeinde, darunter dem Hauptort.

## Wirtschaft und Infrastruktur
Die Gemeinde liegt am Übergang des Zone des Regenfeldbaus des Südens zur Zone des Agropastoralismus des Nordens. Gesundheitszentren des Typs Centre de Santé Intégré (CSI) sind in den Siedlungen Chadawanka, Inkokane und Mayata vorhanden. Der CEG Chadawanka ist eine allgemein bildende Schule der Sekundarstufe des Typs Collège d’Enseignement Général (CEG).